# Nueva Alianza (partido político)
Nueva Alianza (PANAL) fue un partido político mexicano que existió a nivel nacional entre los años 2005 y 2018. Su posición en el espectro político era de centro. Se autodefinía como «una organización política al servicio de las causas sociales de México». Históricamente estuvo vinculado con el Sindicato Nacional de Trabajadores de la Educación (SNTE), cuya exdirigente —Elba Esther Gordillo— fue considerada como líder de facto del partido.
Nueva Alianza obtuvo su registro como partido político nacional ante el Instituto Federal Electoral el 14 de julio de 2005. Obtuvo su mayor votación presidencial en las elecciones de 2012 con 2.3% de los sufragios en favor de su candidato, Gabriel Quadri. En agosto de 2017 el partido reportó estar integrado por 657 864 militantes. En las elecciones federales de 2018 no obtuvo la votación mínima requerida para mantener su registro, siendo formalmente disuelto por el Instituto Nacional Electoral (INE) el 3 de septiembre de 2018. No obstante, mantuvo su registro como partido político local en dieciocho de las treinta y un entidades federativas del país. 
Tras las elecciones locales de 2021 perdió su registro como partido político local en Aguascalientes, Chiapas, Chihuahua, Guanajuato, Jalisco (que se había registrado bajo el nombre «Somos») y Nuevo León.
Actualmente mantiene su registro local en trece estados: Baja California Sur, Colima, Estado de México, Hidalgo, Morelos, Nayarit, Oaxaca, Puebla, San Luis Potosí, Sonora, Tlaxcala, Yucatán y Zacatecas.

## Logo
El logo del partido está formado a partir de una N y A estilizadas que, ideográficamente, representan el concepto de «las alas de una paloma volando», símbolo universal de la libertad y la paz.

2005-2012
2012-2018

## Historia

### Creación
El partido Nueva Alianza se creó mediante la unión de tres organizaciones políticas: la Asociación Ciudadana del Magisterio, creada por el Sindicato Nacional de Trabajadores de la Educación (SNTE) en 2002 como un grupo político dedicado a la observación electoral; la agrupación Conciencia Política, formada por maestros y empresarios egresados del Instituto Tecnológico Autónomo de México (ITAM) y el Movimiento Indígena Popular, organismo enfocado en la protección de los derechos de los pueblos indígenas. Desde octubre de 2004 las tres asociaciones realizaron 236 asambleas distritales y consiguieron la adhesión de 221 117 militantes para solicitar su registro como partido político. La organización fue reconocida por el Instituto Federal Electoral (IFE) como partido político nacional el 14 de julio de 2005 bajo el nombre de Nueva Alianza. Inició sus actividades el 1 de agosto con Miguel Ángel Jiménez Godínez como primer dirigente.
El 28 de noviembre de 2006, el Consejo Nacional de Nueva Alianza eligió Presidente del partido a Tomás Ruiz González y secretario general a Jorge Kahwagi.
La insignia del partido se asemeja notoriamente a la del Partido de la Alianza Canadiense, estando este activo del 2000 al 2003. El logotipo fue proporcionado por una agencia de publicidad con el objetivo de asemejar una paloma. Las semejanzas del logotipo con el de la Alianza Canadiense fueron observadas por miembros del partido (de hecho, uno de los miembros fundadores expresó haber sentido que lo “habían robado”) no obstante, el partido adoptó el logo. 
Curiosamente, el candidato presidencial de 2012 Gabriel Quadri vistió un traje de neopreno en su lanzamiento de la campaña tal como lo hiciera el exlíder de la Alianza Canadiense, Stockwell Day.

### 2013
El 30 de agosto de 2012 el Consejo General del Instituto Federal Electoral (IFE) acató la resolución del Tribunal Electoral del Poder Judicial de la Federación que establece se cumpliera lo estipulado en el Código Federal de Procedimientos Electorales respecto a la verificación del padrón de afiliados de los partidos políticos nacionales para la conservación de su registro.Todos los partidos estaban obligados hasta el 31 de marzo de 2014 para comprobar un número de afiliados equivalente al 0.26% por ciento del padrón correspondiente a las elecciones federales del 2012 y equivalente a 219.608 personas.
En octubre de 2013 Nueva Alianza se convirtió en el primer partido político en cumplir la meta de afiliados establecida por la autoridad electoral. Al término del programa, superó la meta en un 215% al comprobar una militancia de 480.581 afiliados válidos, el 0.56% por ciento del padrón electoral.
El 26 de febrero de 2013 el Panal sufre un golpe fuerte al caer su líder y fundadora Elba Esther Gordillo por desvío de fondos del SNTE a cuentas en diferentes países.

### Elecciones federales de 2018
Gabriel Quadri de la Torre, candidato a la presidencia por este partido en 2012, manifestó su interés de volver a participar como candidato en los comicios por su partido, la formación política confirmó que se encuentra considerado como un posible candidato en caso de que la formación contienda en solitario en las elecciones federales. El partido mantuvo negociaciones con la alianza opositora, sin embargo, estas terminaron fallando debido a la falta de acuerdos en la designación de candidatos. Finalmente, el 13 de diciembre de 2017 el partido se integró en una coalición con el Partido Revolucionario Institucional y el Partido Verde Ecologista de México, para formar Todos por México con los cuales compartirá candidato, luego de que el PRI aprobase la alianza.

### Perdida de su registro nacional

Estados donde Nueva Alianza conserva su registro como partido político estatal.

Tras las elecciones federales de 2018, Nueva Alianza perdió su registro como partido político nacional debido a que recibió menos del 3% de los votos emitidos, condición necesaria para mantener su calidad de partido nacional. Sin embargo, la organización pudo mantenerse con el rango de partido político estatal en todas las entidades federativas en que logró superar el porcentaje mínimo de votos.

## Partido político estatal en el país
La organización pudo mantenerse con el rango de partido político estatal en 21 entidades federativas en que logró superar el porcentaje mínimo de votos. En 2020, Nueva Alianza conservaba su registro como partido político estatal en 18 estados del país.En 2024 a raíz de los resultados electorales de las elecciones federales, el partido logró mantener su registro en 9 estados del país. 
| Estado              | Logo | Logo | Partido                           | Fundación | Disolución | Razón                                                                       |
| ------------------- | ---- | ---- | --------------------------------- | --------- | ---------- | --------------------------------------------------------------------------- |
| Aguascalientes      |      |      | Nueva Alianza Aguascalientes      | 2018      | 2021       | No alcanzó el 3% de votación valida.                                        |
| Baja California Sur |      |      | Nueva Alianza Baja California Sur | 2018      | Activo     |                                                                             |
| Chiapas             |      |      | Nueva Alianza Chiapas             | 2018      | 2022       | No alcanzó el 3% de votación valida.                                        |
| Chihuahua           |      |      | Nueva Alianza Chihuahua           | 2018      | 2021       | No alcanzó el 3% de votación valida.                                        |
| Colima              |      |      | Nueva Alianza Colima              | 2018      | Activo     |                                                                             |
| Estado de México    |      |      | Nueva Alianza Estado de México    | 2018      | 2024       | No alcanzó el 3% de votación valida. Gobernará 2 municipios de 2025 a 2027. |
| Guanajuato          |      |      | Nueva Alianza Guanajuato          | 2018      | 2021       | No alcanzó el 3% de votación valida.                                        |
| Hidalgo             |      |      | Nueva Alianza Hidalgo             | 2018      | Activo     |                                                                             |
| Morelos             |      |      | Nueva Alianza Morelos             | 2018      | Activo     |                                                                             |
| Nayarit             |      |      | Nueva Alianza Nayarit             | 2018      | Activo     |                                                                             |
| Nuevo León          |      |      | Nueva Alianza Nuevo León          | 2018      | 2021       | No alcanzó el 3% de votación válida.                                        |
| Oaxaca              |      |      | Nueva Alianza Oaxaca              | 2018      | Activo     |                                                                             |
| Puebla              |      |      | Nueva Alianza Puebla              | 2018      | Activo     |                                                                             |
| San Luis Potosí     |      |      | Nueva Alianza San Luis Potosí     | 2018      | Activo     |                                                                             |
| Sonora              |      |      | Nueva Alianza Sonora              | 2018      | Activo     |                                                                             |
| Tlaxcala            |      |      | Nueva Alianza Tlaxcala            | 2018      | Activo     |                                                                             |
| Yucatán             |      |      | Nueva Alianza Yucatán             | 2018      | Activo     |                                                                             |
| Zacatecas           |      |      | Nueva Alianza Zacatecas           | 2018      | Activo     |                                                                             |

## Resultados electorales como partido político nacional
Nota: cualquier alianza o coalición electoral no significa directamente una alianza en el Gobierno. 

### Presidencia de la República
|  | 0.96 % |

|  | 2.34 % |

|  | 00.99 % |

|  | 16.41 % |

### Senado de la República
| Elección | Distrito  | Distrito | RP        | RP  | Escaños | Escaños     | Posición | Presidencia                 | Presidencia |
| Elección | votos     | %        | votos     | %   | Escaños | Escaños     | Posición | Presidencia                 | Presidencia |
| -------- | --------- | -------- | --------- | --- | ------- | ----------- | -------- | --------------------------- | ----------- |
| 2006     | 1 677 033 | 4.1      | 1 688 198 | 4.0 | 1/128   | 1           | Minoría  | Felipe Calderón Hinojosa    |             |
| 2012     | 1 796 816 | 3.9      | 1 855 403 | 3.9 | 1/128   | Sin cambios | Minoría  | Enrique Peña Nieto          |             |
| 2018     | 1 307 015 | 2.3      |           |     | 1/128   | Sin cambios | Minoría  | Andrés Manuel López Obrador |             |

### Cámara de Diputados
| Elección | Distrito  | Distrito | RP        | RP   | Escaños | Escaños     | Posición | Presidencia                 | Presidencia |
| Elección | votos     | %        | votos     | %    | Escaños | Escaños     | Posición | Presidencia                 | Presidencia |
| -------- | --------- | -------- | --------- | ---- | ------- | ----------- | -------- | --------------------------- | ----------- |
| 2006     | 3 637 685 | 14.1     | 3 637 685 | 14.0 | 9/500   | 9           | Minoría  | Felipe Calderón Hinojosa    |             |
| 2009     | 1 181 850 | 3.4      | 1 186 876 | 3.4  | 8/500   | 1           | Minoría  | Felipe Calderón Hinojosa    |             |
| 2012     | 1 977 185 | 4.29     | 1 986 538 | 4.08 | 10/500  | 2           | Minoría  | Enrique Peña Nieto          |             |
| 2015     | 1 480 090 | 3.91     | 1 486 935 | 3.72 | 10/500  | Sin cambios | Minoría  | Enrique Peña Nieto          |             |
| 2018     | 1 391 376 | 2.47     |           |      | 2/500   | 8           | Minoría  | Andrés Manuel López Obrador |             |

### Gubernaturas obtenidas
|  | 47.68 % |

|  | 50.43 % |

|  | 47 % |

|  | 50.1 % |

|  | 67.14 % |

|  | 55.49 % |

|  | 60.62 % |

|  | 50.9 % |

|  | 61.86 % |

|  | 48.02 % |

|  | 50.3 % |

|  | 43.14 % |

|  | 64.94 % |

|  | 33.56 % |

|  | 45.3 % |

|  | 47.44 % |

|  | 55.84 % |

|  | 61.58 % |

|  | 43.19 % |

|  | 38.51 % |

## Resultados electorales como partido político local
Nota: una coalición electoral no se traduce necesariamente en una alianza de Gobierno.

### Gubernaturas obtenidas
|  | 33.39 % |

|  | 49.29 % |

|  | 51.81 % |

|  | 48.66 % |

|  | 49.33 % |